# Лосев, Пётр Михайлович
Пётр Михайлович Лосев (1 (13) октября 1873, Оренбургская губерния — после 1919) — полковник царской армии, генерал-майор Белого движения, командир 1-й и 2-й бригады 2-й Оренбургской казачьей дивизии (1918), помощник начальника Верхнеуральского фронта (1918). Был награждён орденом Св. Георгия (1917) и золотым Георгиевским оружием (1919).

## Биография
Пётр Лосев родился 1 (13) октября 1873 года в станице Наследницкой Верхнеуральского уезда Оренбургской губернии в семье казаков. Пётр получил среднее образование в Орском городское училище, после чего — в 1895 году — он окончил Оренбургское казачье юнкерское училище. С 1892 года он проходил службу в Русской императорской армии: Пётр Михайлович числился сначала в Оренбургском 1-м казачьем полку, после чего был переведён в Оренбургский 2-й казачьем полку, а затем — в Оренбургский 11-й казачий полк и Оренбургский 12-й казачий полк. В последней он служил во время Первой мировой войны.

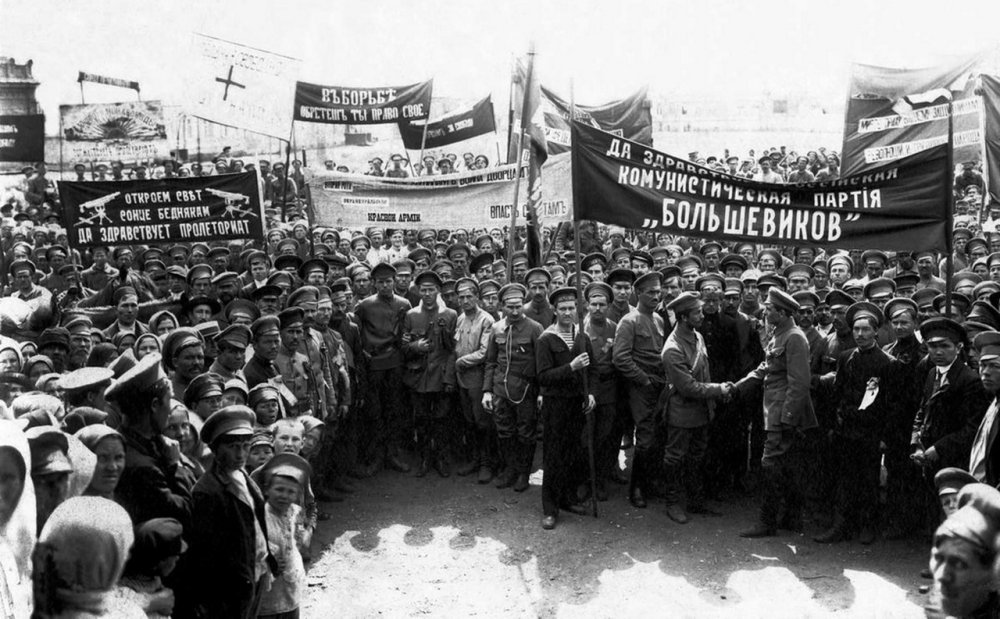
Митинг-демонстрация красногвардейцев-партизан (Верхнеуральск, 1918)

По окончании казачьего юнкерского училища Пётр Михайлович получил чин хорунжего (1895 год). Спустя пять лет он стал сотником (1900), а к началу Великой войны дослужился до есаула (1914). В Первую мировую войну он также состоял в должности командира казачьей сотни — после чего, в 1915 году, стал войсковым старшиной и помощником командира Оренбургского 12-го казачьего полка. В начале июня 1916 года Лосев получил ранение во время конной атаки, а спустя неполный месяц получил погоны полковника царской армии. В октябре того же года он был переведён на Румынский фронт — зачислен в Оренбургский 9-й казачий полк. 22 мая (4 июня) 1917 года, Лосев был пожалован орденом Святого Георгия четвёртой степени, с формулировкой «награждён за отличие в двенадцатом Оренбургском казачьем полку». С августа 1917 года Пётр Лосев получил под своё командование Оренбургский 8-й казачий полк, который в составе 6-й армии охранял побережье Финского залива, а в 1917 году вошёл в состав Прибалтийской конной бригады.

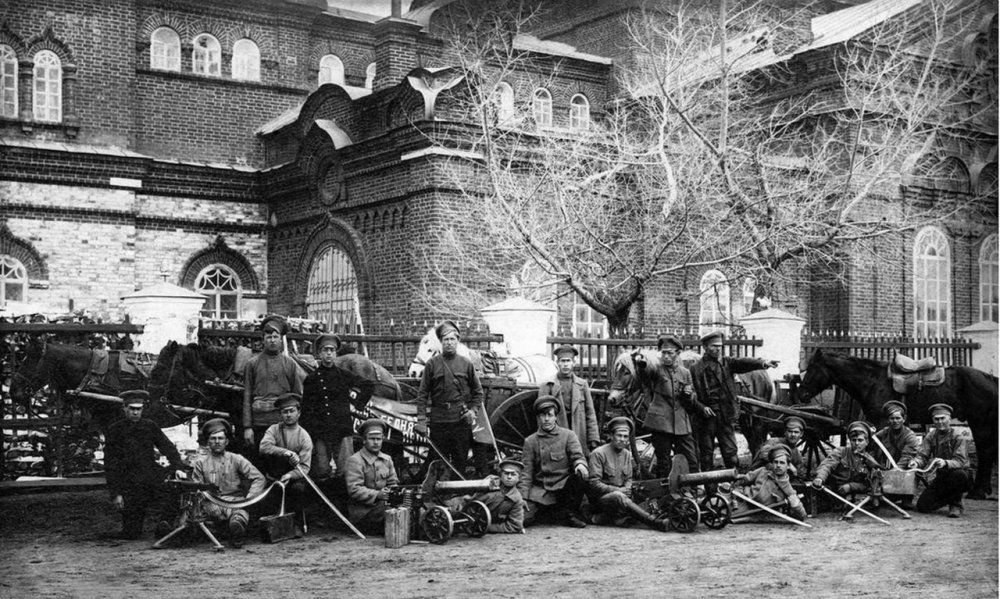
Красный отряд пулеметчиков (Верхнеуральск, 1918)

В феврале 1918 года, вследствие солдатского переворота в своём полку, Пётр Михайлович прибыл в распоряжение войскового начальства Оренбургского войска — стал помощником начальника Верхнеуральского фронта. Затем он получил пост командира первой (с начала августа), а после — второй бригады 2-й Оренбургской казачьей дивизии (с начала октября). С марта 1919 Лосев являлся начальником 4-й Оренбургской казачьей дивизии в войсках адмирала Александра Колчака. Пётр Михайлович отличился в мае 1919 года в боях под хуторами Зыковом, Бихтеевом и станицей Нежинской около Оренбурга — за что в конце сентября был награждён золотым Георгиевским оружием.

## Награды
- Орден Святого Георгия 4 степени (1917)[5]
- Георгиевское оружие (1919)[7][2]